# پل خیابان آدامز
پل خیابان آدامز پلی است که از روی رود شیکاگو در مرکز شهر شیکاگو، ایلینوی عبور می‌کند.